# Sting (luchador)
Steve Borden (20 de marzo de 1959), más conocido como Sting, es un luchador profesional retirado y actor estadounidense que actualmente trabaja para All Elite Wrestling (AEW). Borden es conocido por su paso por las empresas National Wrestling Alliance (NWA), World Championship Wrestling (WCW), donde fue llamado "el soldado de la WCW", y Total Nonstop Action Wrestling (TNA), y, finalmente, para la WWE hasta su salida de la empresa y primer retiro en 2016, hasta que en diciembre del 2020 apareció en All Elite Wrestling. Con una carrera que abarca más de tres décadas, Borden ha cultivado un legado como uno de los más grandes luchadores profesionales de todos los tiempos.
Borden ha sido catorce veces Campeón Mundial, ya que fue seis veces Campeón Mundial Peso Pesado de la WCW, 2 veces Campeón Mundial Peso Pesado de la NWA , 4 veces Campeón Mundial Peso Pesado de la TNA, y dos veces campeón internacional peso pesado de la WCW. Es campeón de Triple Corona, habiendo obtenido 23 campeonatos entre la WCW y TNA, y es el único que ha tenido los Títulos Mundiales de la NWA, WCW y TNA en su carrera. Sting ha encabezado los más importantes eventos de pago desde finales de los 80's. Quizá lo más notable es que cerró las ediciones de 1989, 1990 y 1997 del evento estelar de la WCW, Starrcade, en luchas singles, y ganó la Battlebowl en el main event de Starrcade 1991; así como estelarizar las ediciones 2006, 2007, 2008 y 2009 del evento estelar de TNA, Bound for Glory.
Borden luchó para la World Wrestling Federation en el último episodio de WCW Monday Nitro el 26 de marzo de 2001, ya que la WCW había sido comprada por la WWF, pero nunca firmó un contrato con la compañía. Su legado en la lucha libre ha sido perpetuado por la WWE: además de poseer la imagen de Sting en los episodios y PPVs, la WWE le nombró como el mejor luchador de la WCW, y la mayor estrella que nunca trabajó en la WWE. En 2013, WWE organizó una encuesta a los espectadores para determinar al mejor Campeón de los Estados Unidos de todos los tiempos. Sting, dos veces campeón, ganó con el 53% de los votos. Su anterior rival Ric Flair dijo una vez que si el dueño de la WWE Vince McMahon hubiera sido capaz de obtener los servicios de Sting en la década de 1980, "no hubiera habido un Ultimate Warrior o Hulk Hogan porque Sting tenía el mismo aspecto y era cien veces mejor en el ring."
Sting fue anunciado como el miembro inaugural en el Salón de la Fama de TNA en junio del 2012. Los lectores de Pro Wrestling Illustrated votaron por Borden como el "Most Popular Wrestler of the Year" (El Luchador más popular del año), un récord de cuatro veces compartido con John Cena. El 11 de enero de 2016, Sting fue anunciado como el primer miembro de la Clase 2016 del Salón de la Fama de WWE, convirtiéndolo en el primer luchador, en ser parte del Salón de la Fama de TNA y WWE, así como el segundo luchador activo de WWE en ingresar a este salón, después de Ric Flair.

## Carrera

### Inicios
Borden fue candidato para entrar como cuarto miembro de EE. UU Powerteam, un grupo profesional de lucha encabezado por Bastien Rojo y Rick Bassman y formado por otros tres antiguos culturistas en el Gimnasio de Oro en San Fernando Valley, pero fue rechazado. Después de que muchos fallaron en ser reclutados, dieron a Borden una oferta de ser el cuarto miembro. En este tiempo pesaba 250 libras de músculo con poco interés en luchar, Bassman constantemente trataba de reclutarlo hasta que Steve finalmente estuvo de acuerdo. Borden entrenó bajo Bill Anderson así como Bastien y Bassman durante diez semanas y debutó en noviembre de 1985 como Flash Borden.

### Universal Wrestling Federation (1985-1987)
El EEUU Power Team se disolvió en 1986, y dos de los miembros, Borden y Jim "la Justicia" Hellwig (posteriormente en WWF sería Ultimate Warrior), formaron un equipo conocido como los Blade Runners. Borden cambió su nombre al principio de Flash para Sting "La Picadura", mientras Hellwig se hizo Rock, "La Roca". Los Blade Runners lucharon en la Universal Wrestling Federation situada en Shreveport, Luisiana hasta que Hellwig abandonara la promoción a mediados de 1986. Sin su compañero, Borden se unió a Hotstuff y Hyatt Internacional, un grupo de lucha encabezado por Eddie Gilbert y Missy Hyatt.
Ganó el Tag Team Championship UWF dos veces con Gilbert en 1986 y una tercera vez con Rick Steiner en 1987. Al principio un luchador heel, Sting hizo un turn face desde un combate contra Terry Taylor a mediados de 1987, donde el antiguo gerente Gilbert interfirió en favor de Taylor, costándole a Sting el combate. Después un dos contra uno, el Caballero Chris Adams limpió el ring y sonó la instrumental del turn face de Sting cuando Adams preguntó si Borden estaba con él o contra él en su contienda con Taylor y Gilbert.
Era durante este período en que Borden trabajaba para Bill Watts que Eddie Gilbert públicamente declaró que Sting sería una megaestrella en el futuro. Más tarde ese mismo año, Borden ganaba el título UWF Television Title de Gilbert cuando Jim Crockett compraba la empresa de Bill Watts. Dusty Rhodes decidió poner el cinturón sobre Terry Taylor para establecer una contienda con Nikita Koloff para unificar los títulos NWA y UWF Television. La decisión fue hecha para usar a Shane Douglas desconocido como el campeón de transición por Dusty Rhodes, que no quiso disminuir el estrellato en crecimiento de Sting con un breve título controlado.

### National Wrestling Alliance

#### 1987-1988

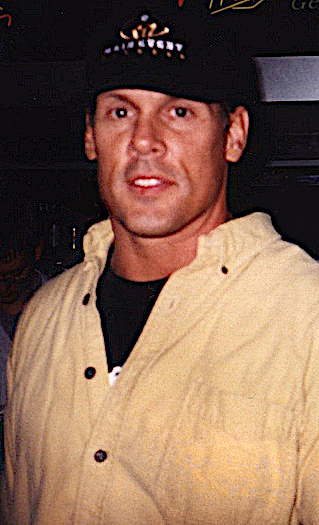
Borden en 1998 sin su clásico maquillaje.

Rhodes decidió usar el combate de apertura de la primera incursión de Jim Crockett en un PPV, Starrcade ' 87, al escaparate la superestrella joven, acompañando a Sting estaban Michael P.S. Hayes y Jimmy Garvin en un combate a tiempo limitado contra Eddie Gilbert, Rick Steiner, y Larry Zbyszko. Habiéndose establecido como una estrella futura, Sting era uno de los únicos exalumnos UWF candidatos a fichar por el NWA. En el combate inaugural de Clash of Champions, Sting desafió Ric Flair para el Campeonato Mundial De Peso Pesado de la NWA. El combate fue reservado como un plazo limitado de 45 minutos. Sting perdió ante Flair en varias luchas no televisadas después del combate y más tarde comenzó a luchar contra otros miembros de los Cuatro Jinetes. Sting luchó con Nikita Koloff en The Great American Bash contra Tully Blanchard y Arn Anderson por el NWA World Tag Team Championship; el combate acabó en un plazo limitado de 20 minutos.
Rhodes siguió reservando a Sting en luchas de título a lo largo del año tanto contra el campeón NWA de los Estados Unidos Barry Windham como contra Mike Rotundo, Campeón NWA De televisión. En otoño del 88, Sting fue atacado por The Road Warriors después de un combate televisado. Sting fue escogido como el mejor face por los seguidores de la empresa de Rhodes, que sabía que el turn heel de Hawk y Animal no sería ninguna tarea fácil. Dusty Rhodes los desafió junto con Sting por los cinturones de equipo en Starrcade ' 88, derrotando a los Road Warriors por descalificación.

#### 1989
Borden volvió a los combates individuales en 1989, comenzando el año durante el New Year's Day luchando contra Ric Flair durante una hora en Omni de Atlanta. Después de un largo feudo, finalmente ganó su primer título en el NWA cuando derrotó a Mike Rotundo para el Campeonato NWA De televisión. Sting defendió el Campeonato activamente, pero tendió a aceptar a todos los desafiadores como The Iron Sheik. A mediados de 1989, Great Muta fue reservado para desafiar a Sting el 23 de julio en The Great American Bash. Sting logró hacer la cuenta de tres y fue anunciado como el ganador. Una repetición mostró que el hombro de Muta se levantó en la cuenta de dos y el NWA decidió declarar el título vacante. Sting y Muta lucharon en muchos nuevos combates, pero siempre acababan en la descalificación, no dando a ningún hombre el campeonato.
Finalmente, Muta ganó un combate sin descalificación contra Sting para ganar el título después de la utilización de una veintiuna para conseguir el triunfo. En el acontecimiento del Great American Bash, Ric Flair desafió a Terry Funk. Después de que Flair consiguiera la victoria, fue atacado por Muta, que era parte de la Corporación de J-Tex, y Sting viene a su rescate. Flair y Sting lucharon contra Muta y Funk durante todo el verano, que culmina en un combate de Thunderdome Cage Match entre los dos equipos en el Halloween Havoc '89, en el que Sting y Flair ganaron.
Borden terminó el año ganando un Fatal Four Match Ironman torneo en Starrcade. La noche terminó cuando derrotó a Ric Flair en el combate final para acumular la cantidad necesaria de puntos para ganar. Esto también hizo de Sting el competidor número uno del Título NWA Mundial de Flair.

#### 1990-1991
Sting fue despedido de los Jinetes el 6 de febrero de 1990 en el combate de Clash of the Champions X: Texas Shootout después de rechazar abandonar la lucha por el título de Flair, así volvió a comenzar su rivalidad. Más tarde, Borden sufrió una herida de rodilla legítima interfiriendo en un combate de Steel Cage en el que luchaban los Cuatro Jinetes. La herida de Borden forzó a los guionistas de WCW a encontrar a un nuevo opositor para la Flair para el PPV de WrestleWar. Sting fue sustituido por Lex Luger, que sin éxito desafió a Flair para el título en una serie de combates mientras la Picadura se recuperaba.
Borden participó en el fin del combate en WrestleWar, Luger abandonó su posibilidad para ganar el título a favor de la ayuda de Sting, que estaba en gran peligro en las manos de otros Jinetes. En el acontecimiento de Capital Combat en mayo, Sting fue abordado por los Cuatro Jinetes y lanzado en una jaula metálica en cercanías del cuadrilátero y rescatado por RoboCop.
Después de la recuperación de Borden, finalmente derrotó Flair por el Campeonato Mundial Peso Pesado de la NWA el 7 de julio de 1990, en el Great American Bash. Él continuó a contender con competidores por el título, Ric Flair y Sid Vicious. Vicious apareció para derrotar a Sting en un combate de título en el Halloween Havoc, pero el "Sting" a quién él venció fue revelado como un impostor, interpretado por el Jinete Barry Windham.
El verdadero Sting apareció poco después y retó a Vicious para conservar su título. Durante este tiempo, Sting conoció a un hombre enmascarado conocido como "The Black Scorpion]" quien se burló y le atacó en muchas ocasiones. Esta contienda culminó en un enfrentamiento final entre la Picadura y el The Black Scorpion en Starrcade: Collision Course. El combate de Steel Cage terminó con la victoria de Sting y el desenmascaramiento del Escorpión, que resultó ser ni más ni menos que Ric Flair.

### World Championship Wrestling (1991-2001)

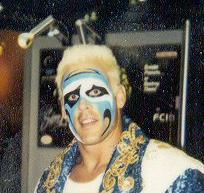
Sting con su gimmick de surfista.

En enero de 1991, la World Championship Wrestling (WCW) se separó de la National Wrestling Alliance (NWA), manteniéndose Borden en la WCW. A principios de 1991, hizo pareja con Lex Luger, enfrentándose a Doom (Ron Simmons & Butch Red) por el Campeonato Mundial en Parejas de la WCW en Clash of Champions XIV: Dixie Dynamite, derrotándoles por descalificación, por lo que Doom retuvo los campeonatos. Tras esto, en Supershow se enfrentó al luchador de la New Japan Pro Wrestling (NJPW) The Great Muta en Tokio, ganando Muta la lucha. Luego volvieron a luchar Sting & Luger contra The Steiner Brothers (Rick & Scott) por el Campeonato Mundial en Parejas de la WCW, pero volvieron a perder. Luego, en verano de 1991, empezó un feudo con Nikita Koloff, enfrentándose los dos en Clash of Champions XV: Knocksville USA y en The Great American Bash, ganando Sting la primera y perdiendo la segunda.
El 25 de agosto de 1991, Borden derrotó a Steve Austin en la final de un torneo, ganando el Campeonato de los Estados Unidos Peso Pesado de la WCW. Sting retuvo el título en Clash of the Champions XVI: Fall Brawl ante Johnny B. Bad, pero en Clash of the Champions XVII lo perdió ante Rick Rude.

#### Sting vs. nWo

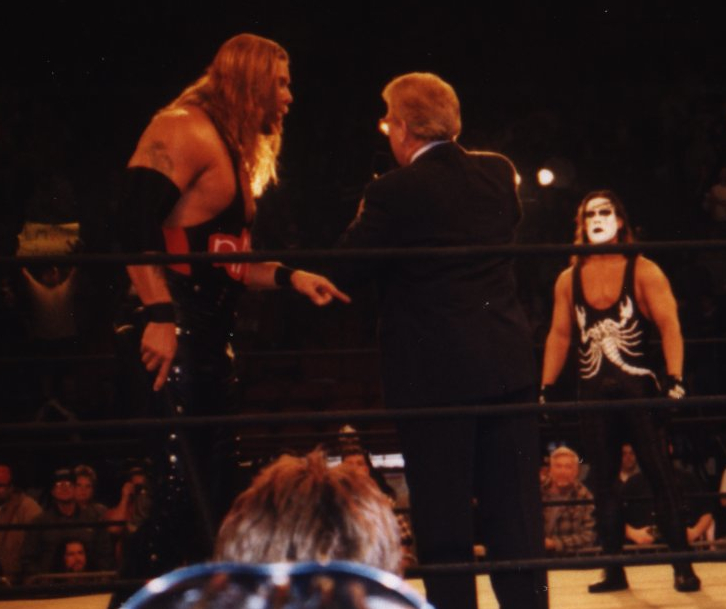
Sting enfrentándose a Kevin Nash en un episodio de Nitro en 1998.

En 1996, Sting empezó un feudo contra la especial de WWF, Kevin Nash & Scott Hall. En el PPV Bash In The Beach, Sting, Luger & "Macho Man" Randy Savage peleaban vs. Kevin Nash, Scott Hall, y su tercer aliado, que resultó ser Hulk Hogan. Ganaron estos tres últimos, formando el nWo.
El nWo pronto presentó un impostor, interpretado por Jeff Farmer, y más tarde por Chris Harris, que llevó a la multitud a creer que Sting había dado la espalda a la WCW. Cuando regresó el verdadero Sting, fue perturbado por la reacción de la multitud y por el hecho de que mucha gente creía que había traicionado a WCW, y decidió irse de la WCW. Sin embargo, en determinados eventos, apareció misteriosamente en las vigas del techo con su nuevo gimmick basado en el personaje de la película El Cuervo protagonizada por Brandon Lee. También comenzó a utilizar un bate de béisbol como arma de su firma.

#### Regreso

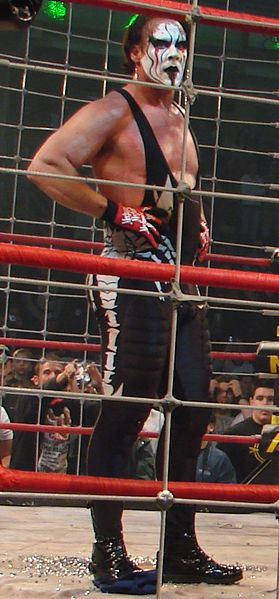
Steve Borden como Sting.

Durante el PPV WCW Clash of the Champions en 1997, Sting entra con nueva música, el siguiente mensaje ha sido hablado con el nWo embebidos en la música:

Cuando el corazón de un hombre esta tan lleno de engaño que se quema, muere, y una oscura sombra cae sobre su alma. De las cenizas de quien una vez fue un gran hombre se eleva una maldición. Un mal que debe ser vengado. Miramos al cielo en busca de un vindicador. Alguien que aterrorice los oscuros corazones de los hombres que lo crearon. La batalla entre el bien y el mal ha comenzado. Contra un ejército de sombras llega un guerrero oscuro, El “Prevalecedor del Bien” Con la voz del silencio, y la misión de justicia. El es Sting

En breve retorno a la WCW, que muestra su verdadera cara y ayudar a evitar el nWo con una pelea por el título vs. "Hollywood" Hulk Hogan en Starrcade. Sting fue el ganador pero con polémica debido a ser el árbitro especial Bret Hart. Sting más tarde perdió el título ante Randy Savage en 1998, que fue revelado a ser miembro del nWo cambiando a heel. Más tarde, el nWo se separa debido a las diferencias entre Hogan y Nash. Nash formó el nWo Wolfpac.
En 1999 cuando derrotó a Hogan ganando el Campeonato Mundial Peso Pesado de la WCW, se convirtió en face. Más tarde Sting derrotó a Lex Luger. En el 2000, Sting tenía un feudo con Vampiro. Él fue "herido" por Scott Steiner en el 2000, dejando para la buena WCW TV. Él volvería en el último WCW Monday Nitro WCW, derrotando a Flair.
Sting fue en uno de los pocos luchadores de alto perfil en la WCW que no trabaja en su momento para la WWF.
Después que la WCW fuera comprada por la WWF, Sting regresó a la lucha libre profesional con la World Wrestling Allstars en 2002, siendo ganador del Campeonato Peso Pesado de la Academia en el proceso.

### Total Nonstop Action Wrestling

#### 2003-2007
Debutó en la TNA en marzo de 2003 y fue derrotado por Jeff Jarrett, Sting vuelve en junio de 2003 en TNA, luchando junto a Jeff Jarrett vs. A.J. Styles y Syxx Pac. Desde entonces, ha hecho numerosas apariciones en TNA, en su mayoría vs. Jeff Jarrett, que se ha convertido en su enemigo. Su última aparición fue para convertirse en el contendiente número 1 por el Campeonato Peso Pesado de TNA, lucha que perdió.

#### 2008

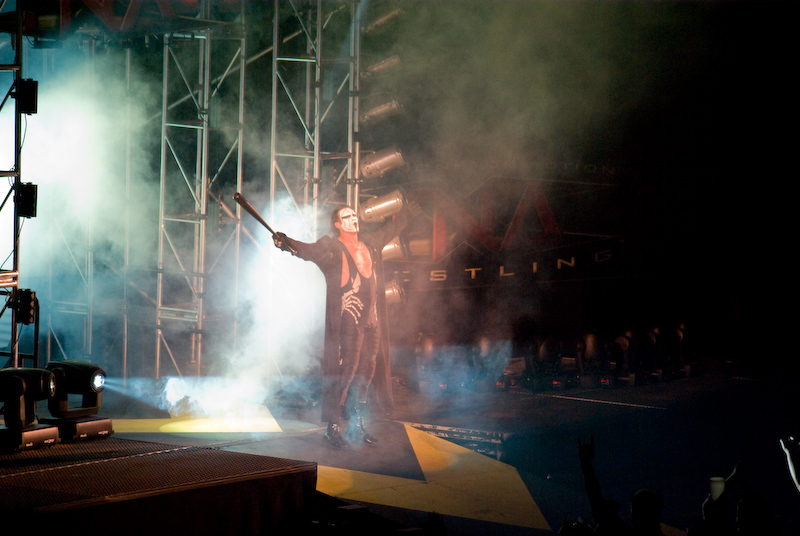
Sting en Bound for Glory IV.

En las grabaciones del 11 de marzo de iMPACT! (por retransmitir el 20 de marzo), casi al finalizar el evento se quedan A.J. Styles, Tomko, Team 3D & Johnny Devine en el ring golpeando a varios luchadores cuando en eso suena la música de Sting, que asusta a A.J Styles, Tomko, Team 3D y Johnny Devine, pero Sting no aparece y así finaliza el encuentro.
Sting vuelve el 27 de marzo en el primer TNA iMPACT! en directo. Apareció salvando al "Team Cage" (Christian Cage, Kevin Nash & Rhino) del "Team Tomko" (Tomko, A.J. Styles & Team 3D). En esa misma noche luchó en el "Team Cage" vs. el "Team Tomko", lucha que ganan el "Team Cage" después de que Sting le obligara a rendirse a Brother D-Von, con su "Scorpion Deathlock". Cuando estaban celebrando la victoria, salió James Storm y le rompió a una botella de cerveza en la nuca a Sting. En la siguiente semana Sting luchara contra "Cowboy" James Storm y Matt Morgan era el especial réferi al final James Storm quería golpear a Sting con el Bate pero Morgan no se lo permite y le da el bate a Sting y este lo golpea con el bate y luego le aplica un Scorpion Death Drop y así sting gana la lucha. en la siguiente semana lucha contra Team 3D siendo su compañero "Big Sexy" Kevin Nash la lucha la ganan por descalificación luego que Team Tomko ayudan Team 3D.
En Bound for Glory IV, Sting logra ganar por segunda vez el Campeonato Mundial Peso Pesado de la TNA al derrotar a Samoa Joe.
En la segunda semana de TNA Impact! formó junto con Kurt Angle, Kevin Nash y Booker T el The Main Event Mafia, entrando en un feudo contra AJ Styles, peleando en Turning Point en una lucha por el Campeonato Mundial Peso Pesado de la TNA, donde Sting ganó gracias a una interferencia de Booker T. En Final Resolution, Sting retuvo el Campeonato Mundial Peso Pesado de la TNA ante A.J. Styles después de cubrir a Samoa Joe en una lucha cuatro contra cuatro donde también participaron Booker T, Scott Steiner y Kevin Nash en el equipo de Sting y en el de Styles, Joe y Team 3D

#### 2009
Después en Genesis retuvo su Campeonato Mundial Peso Pesado de TNA ante Rhino. Posteriormente, en Against All Odds, retuvo el campeonato frente a Kurt Angle y ambos miembros del Team 3D (Brother Ray & Brother Devon). Sin embargo, el que no ganara Angle generó un clima de desconfianza, empezando un feudo entre ellos cuando se empezaron a atacar e insultar, peleando en Destination X con el título en juego con Jeff Jarrett como árbitro especial y Mick Foley como "enforcer". En el evento, Sting retuvo el título después de que Angle se enfrentara contra los tres.
En Lockdown, se enfrentó a Mick Foley por el Campeonato Mundial Peso Pesado, donde salió derrotado y perdió el campeonato. Tras esto, Sting empezó un feudo con Foley, anunciando en TNA iMPACT! que pelearía contra él en Sacrifice, diciendo que si era cubierto, se retiraría de la lucha libre. En el evento, Sting peleó contra Kurt Angle, Mick Foley y Jeff Jarrett, ganando la lucha al cubrir a Angle, ganando con esto el liderazgo de The Main Event Mafia. Luego de esto, comenzó un feudo con Matt Morgan, luego de que este iniciara una campaña para convencer a The Main Event Mafia para que lo admitieran como un nuevo miembro. En Slammiversary, Sting derrotó a Matt Morgan por lo que no lo dejó entrar a Mafia. Sin embargo, en el episodio de Impact! después de Slammiversary, Sting fue atacado por sus compañeros de Main Event Mafia. la semana siguiente, él tomaría su venganza sobre The Main Event Mafia, cuando atacó a todos los miembros del grupo y le robó el Campeonato Mundial Peso Pesado de TNA a Kurt Angle, cambiando plenamente a Face como resultado. En Victory Road, Sting se enfrentó al nuevo miembro de The Main Event Mafia, Samoa Joe, pero terminó siendo derrotado luego de que Taz hiciera su debut en TNA y ayudara a Joe a vencer a Sting. Luego de esto, en Hard Justice, Sting enfrentó a Kurt Angle y Matt Morgan en un Triple Threat Match por el Campeonato Mundial Peso Pesado de TNA, pero Angle retendría el título. En No Surrender, Sting luchó contra A.J. Styles, Kurt Angle, Matt Morgan y Hernández por el Campeonato Mundial Peso Pesado, ganando Styles, luego de que en lugar de cubrir a Angle, Sting optara por atacar a Morgan lo que aprovechó Styles para cubrir a Angle. Como muestra de gratitud, Styles le ofreció a Sting un combate en Bound for Glory por el Campeonato Mundial Peso Pesado en un combate considerado como, posiblemente el combate de retiro de Sting. En Bound for Glory luchó contra A.J. Styles, perdiendo el combate por el Campeonato Mundial Peso Pesado de la TNA, por lo que Sting perdió su racha de invicto en Bound for Glory. Después del combate anunció que él no sabía si iba a continuar con su carrera o no, diciendo que "el camino que los fans están reaccionando en este momento, me dan ganas de quedarme para siempre!" Al final del año, este combate fue votado como la lucha del año por los fanes de TNA.

#### 2010

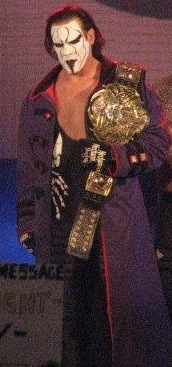
Sting como Campeón Mundial de la TNA.

Tras esto, se tomó un tiempo de descanso, regresando el 4 de enero de 2010 en el iMPACT! especial de dos horas en directo, mirando desde lo alto del estadio la entrada de Hulk Hogan en la compañía. Tras esto, regresó el 8 de marzo, atacando junto a Ric Flair y A.J. Styles a Abyss y a Hogan, cambiando a Heel. Sin embargo, esa misma noche perdió ante el debutante Rob Van Dam, a quien atacó después del combate. Durante su estancia, Sting receló de las intenciones de Hogan y de Eric Bischoff, lo que le llevó a aliarse al enemigo de Hogan, Ric Flair, capitaneando en Lockdown al Team Flair (Sting, Desmond Wolfe & Beer Money, Inc.) aunque perdieron contra el Team Hogan (Abyss, Jeff Jarrett, Jeff Hardy & Rob Van Dam) en un Lethal Lockdown Match. Sin embargo, durante el PPV, Sting atacó a Jarrett durante su entrada. El 3 de mayo, Sting explicó sus acciones sobre Hogan y fue atacado después por detrás por Jeff Jarrett en venganza de lo ocurrido en Lockdown. Debido a esto ambos comenzaron un feudo y en Sacrifice, Sting se enfrentó a Jeff Jarrett, ganando el combate debido a que antes del combate, Sting atacó brutalmente a Jarrett. Después, Sting ganó una votación de Internet en el Top Ten Ranking System, por lo que obtuvo una oportunidad por el Campeonato Mundial Peso Pesado de la TNA ante Rob Van Dam, empezando un feudo con él durante el cual le robó el título. Sin embargo, en Slammiversary VIII, Sting fue derrotado por Van Dam luego de una intervención de Jeff Jarrett.
Tras esto, el 24 de junio atacó a Jarrett por la espalda durante iMPACT!, por lo que fue suspendido por Dixie Carter 30 días (Kayfabe). Sting hizo su regreso el 5 de agosto con la cara pintada de rojo, similar a cuando estaba en Wolfpac, atacando a Jeff Jarrett y a Hulk Hogan, ayudando a Kevin Nash. Junto a Nash, se enfrentó en No Surrender a los defensores de Hogan y Bischoff, Jarrett & Samoa Joe, pero fueron derrotados. En las siguientes ediciones, se les unió D'Angelo Dinero que decía tener información privilegiada de la secretaria de Bischoff, Miss Tessmacher, sugiriendo que Nash y Sting estaban en lo cierto sobre que Hogan y Bischoff estaban tramando algo, por lo que en Bound for Glory se enfrentaron de nuevo los tres a Joe & Jarrett en un Handicap Match. Sin embargo, durante la lucha, Jarrett cambió a Heel y abandonó a Joe, dándole la victoria al grupo de Sting. En ese mismo evento se reveló a los miembros de They, un grupo secreto que planeaba hacerse con el control de TNA desde hacía meses, siendo los miembros Abyss, Jeff Hardy, Jarrett, Bischoff y Hogan, por lo que Nash, Sting y Dinero pasaron a ser Face. Sin embargo, la siguiente edición de Impact, dejó junto con Nash la TNA, ya que no quería ayudar a Dixie Carter porque no le había escuchado.

#### 2011

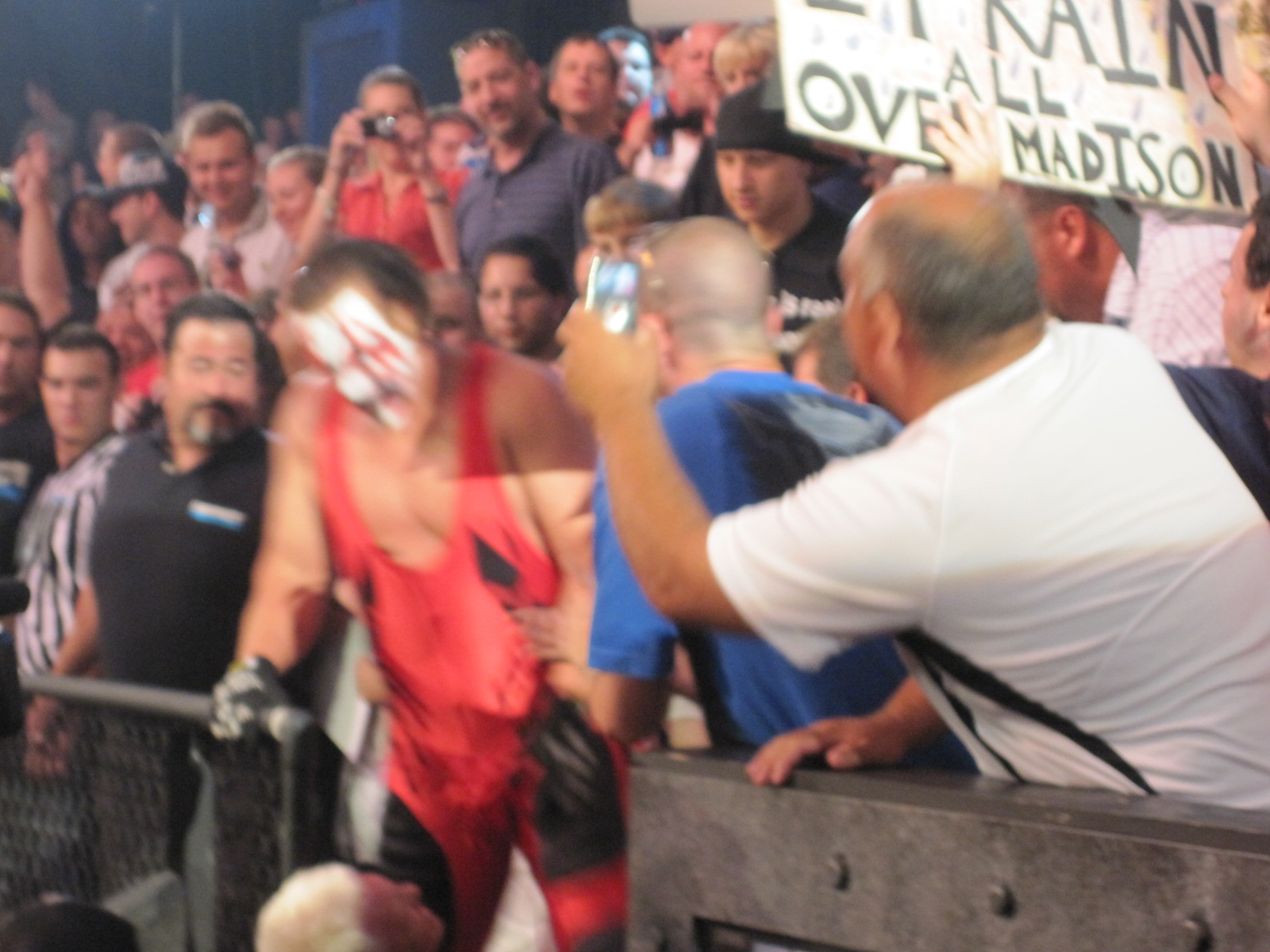
Sting enfrentándose a Mr. Anderson entre el público en Slammiversary IX.

Sting hizo su regreso después de varios meses a TNA el 24 de febrero de 2011, durante las grabaciones del 3 de marzo de Impact!, donde derrotó al Campeón Mundial Peso Pesado Jeff Hardy, ganando el título. El 13 de marzo, en Victory Road, Sting retuvo con éxito el título ante Hardy en menos de 90 segundos en un No Disqualification Match. Un mes después, en Lockdown, lo defendió ante Mr. Anderson y Rob Van Dam en un Steel Cage Match. Sting retendría nuevamente su título en 2 ocasiones, la primera frente a Matt Hardy el 21 de abril en Impact y la segunda frente a Mr. Anderson y Bully Ray el 28 de abril en un Triple Threat Match. Durante el Impact! posterior al Lockdown, Sting, dijo que por su contrato podía elegir los rivales a los que se enfrentaría, eligiendo a Van Dam para enfrentarse a él en Sacrifice, donde nuevamente retuvo el título. Las semanas posteriores, comenzó un feudo con Mr. Anderson que era retador a su título, luego de que Anderson empezara a imitar a Sting al usar su ropa antigua y humillándole. Finalmente, perdió el título en Slammiversary IX ante Mr. Anderson después de una interferencia de Eric Bischoff.
Durante las siguientes semanas, Sting empezó a desarrollar un nuevo gimmick mucho más psicópata, actuando y vistiendo igual que el personaje de Heath Ledger, Joker, de la película The Dark Knight. El 11 de julio (emitido el 14 de julio) en Impact Wrestling, Sting, apodado como "Insane Icon", recuperó el título de Anderson después de que Fortune y Kurt Angle atacaran a los miembros de Immortal, evitando que interfirieran. Sin embargo, lo perdió ante Angle en Hardcore Justice, gracias a que Hogan le dio a Angle una silla, con la cual le atacó cambiando Angle a Heel. Durante las siguientes semanas Sting siguió atormentando a los miembros de Immortal con su nueva personalidad extraña, hasta que el 18 de agosto, el rival de Sting, Ric Flair regresó a TNA y le desafió a un combate en el cual, si Sting ganaba, le entregaría a Hogan, pero si era derrotado, Sting tendría que retirarse. El 1 de septiembre, Sting tuvo su revancha contra Angle por el Campeonato Mundial Peso Pesado de TNA, pero perdió a causa de una interferencia de Immortal y Hulk Hogan. En No Surrender, volvió a enfrentarse a Angle en un combate en el cual también se incluía a Anderson, pero volvió a ser derrotado por una interferencia de Hogan. El 15 de septiembre, Sting derrotó a Flair, por lo que ganó un combate frente a Hogan en Bound for Glory y el 6 de octubre, después que Sting revelara la falsa pretensión de Hogan de retirarse y un secreto ridículo de él, Hogan acordó devolverle el control de TNA a Dixie Carter si era derrotado. En Bound for Glory, Sting derrotó a Hogan por sumisión, devolviéndole a Carter la empresa. Sin embargo, tras el combate, fue atacado por Immortal, pero Hogan cambió a Face al ayudarle contra el Stable. La semana siguiente, como recompensa, Carter puso a Sting a cargo del programa.

#### 2012

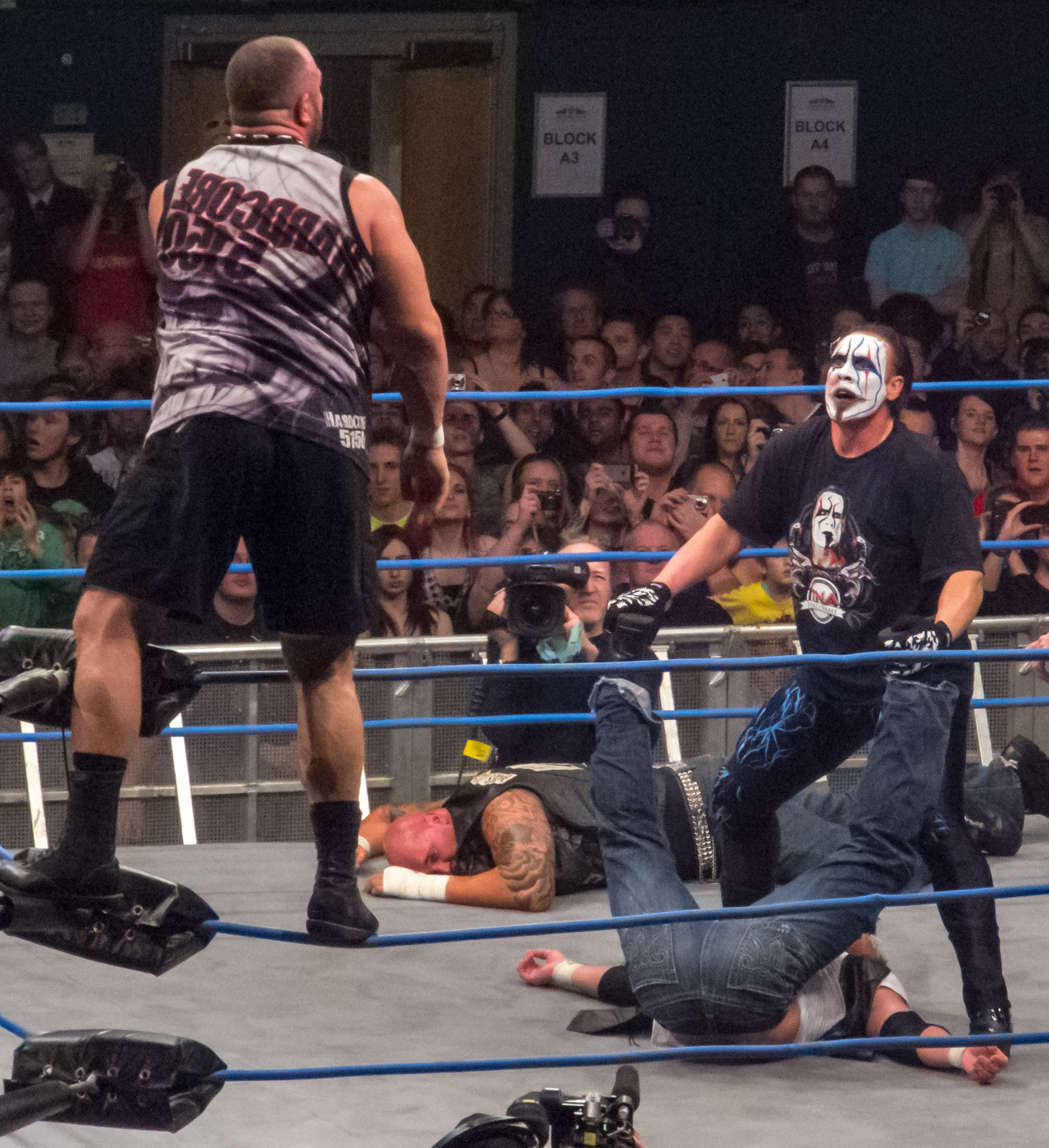
Sting y Bully Ray durante su pelea con Aces & Eights.

Durante su tiempo a cargo del programa, se vio involucrado en un feudo con el campeón Mundial Peso Pesado Bobby Roode cuando le faltó al respeto a Dixie Carter. Durante el resto de semanas, Sting le puso en combates difíciles, dándole oportunidad por el título a A.J. Styles y Jeff Hardy, pero fueron derrotados. Esto llevó a que en el evento Against All Odds, Sting fuera el especial enforcer de la lucha por el Campeonato Mundial Peso Pesado de TNA entre Roode, Hardy, Bully Ray y James Storm, donde Roode retuvo el título tras cubrir a Hardy, que había sido golpeado por accidente con el título por parte de Sting. Debido a las victorias de Roode, se enfrentó a él en Victory Road sin el título en juego en un No Holds Barred Match, pero fue derrotado. Tras el combate, Roode le atacó con una silla hasta que Carter corrió en su auxilio. La semana siguiente, renunció a su cargo como General Mánager de TNA, cediéndole la posición a Hulk Hogan. El 29 de marzo, Dixie Carter anunció que Sting había firmado una extensión de contrato con TNA.
Tras un período de descanso, regresó el 24 de mayo, atacando a Roode y reanudando su feudo con él. La semana siguiente, en el primer Impact Wrestling en directo, le derrotó en un Lumberjack match donde el título no estaba en juego. Luego del combate, Hulk Hogan salió a anunciar que Sting y Roode se enfrentarían en Slammiversary por el Campeonato Mundial Peso Pesado. En dicho evento Sting fue derrotado por Roode por el Campeonato Mundial Peso Pesado de TNA, sin embargo Sting terminó dándole una golpiza a Roode tras la lucha. En el mismo evento se anunció que Sting sería el primer miembro del Salón de la Fama de TNA. El 14 de junio en Impact Wrestling, Sting salió a hablar de lo ocurrido en el evento, pero fue asaltado por tres hombres enmascarados. Hizo su regreso cuatro semanas después, pero en esta ocasión, tanto Hogan como él fueron atacados por los enmascarados, que se dieron a conocer como "Aces & 8s". Debido al ataque, Hogan tuvo que estar inactivo por someterse a una cirugía (kayfabe), adquiriendo Sting el rol de General Mánager de nuevo, hasta su regreso. Ambos continuaron su feudo con el grupo, que interfería en los combates de TNA, atacando a sus luchadores. El 13 de octubre, Sting fue introducido oficialmente al Salón de la Fama de TNA. Al día siguiente, en Bound for Glory, se alió con Bully Ray para enfrentarse a dos miembros de Aces & 8s en un combate en el que si ganaban, el grupo abandonaría TNA, pero si perdían, tendríanacceso completo a TNA. Sting & Ray fueron derrotados después de que otro miembro le aplicara una "Chokeslam" a Ray contra una mesa. Tras el combate, Hogan acudió a salvarles de un ataque del grupo, desenmascarando a un miembro y revelándole como el antiguo compañero de Ray, Devon, quien había sido despedido. El 8 de noviembre en Impact Wrestling, Sting & Kurt Angle se unieron para enfrentarse a los miembros de Aces & Eights Devon & DOC, ganando por descalificación cuando el resto de Aces & Eights interfirió. Tras el combate, DOC le aplicó a Sting una "Chokeslam" contra una mesa y le golpeó con un martillo, lesionándole (Kayfabe).

#### 2013-2014

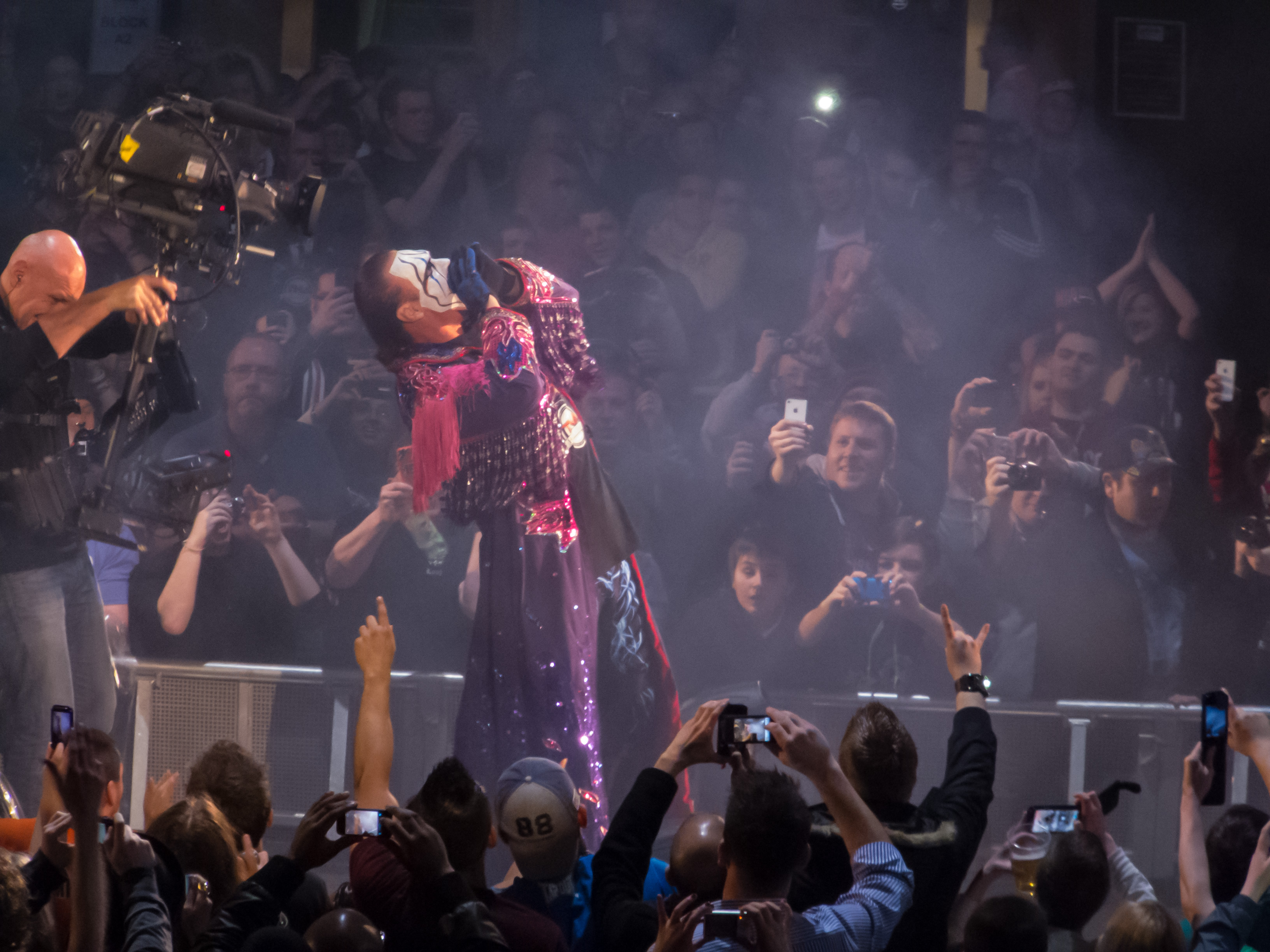
Sting haciendo su entrada al ring.

Sting hizo su regreso el 3 de enero de 2013 en Impact Wrestling ayudando a Kurt Angle y Samoa Joe tras haber derrotado a Aces & Eights y desenmascarando a uno de sus miembros el cual resultó ser Mike Knox. En Genesis obtuvo una lucha contra el hombre que lo lesionó, DOC al cual logró derrotar. En Lockdown formó un equipo con James Storm, Magnus, Samoa Joe y Eric Young derrotando a Ases & Eights en un Lethal Lockdown Match. Sin embargo, esa misma noche se reveló que Bully Ray era el líder de Aces & Eights al atacar a Hardy con un martillo y ganar el Campeonato Mundial Peso Pesado. A causa de que Sting siempre apostó por él, Hulk Hogan le echó la culpa de todo, ordenándole que abandonara la empresa. Tras unas semanas sin aparecer, Sting regresó el 24 de abril atacando al grupo, pero apuntando con su bate también a Hogan. El 2 de mayo, Hogan y Sting se reconciliaron y, esa misma noche, derrotó a Matt Morgan, obteniendo una oportunidad titular. Durante la firma del contrato, Sting exigió que fuera una lucha No Holds Barred. Ray aceptó, a cambio de que se añadiera la estipulación de que, si Sting era derrotado, no podría volver a luchar por el título mundial jamás. En Slammiversary XI, Sting fue derrotado después de que Aces & Eights interfiriera en el combate y le dieran un martillo a Ray. Dos semanas después, Sting apareció en Impact Wrestling para anunciar que, debido a las constantes interferencias del stable rival, había decidido reformar su antiguo stable, The Main Event Mafia, para igualar fuerzas. Las semanas siguientes, reclutó a Kurt Angle, Samoa Joe, Magnus y Rampage Jackson. El 31 de octubre en Impact Wrestling, Dixie Carter le ofreció participar en una Battle Royal para optar a luchar por el Campeonato Mundial Peso pesado, que estaba vacante. Sin embargo, fue eliminado por Magnus.
Sting disolvió el MEM después de la disolución de Aces & Eights. Tras esto, empezó un feudo con el sobrino de Dixie Carter, Ethan Carter III debido a su comportamiento irrespetuoso a los luchadores. El 12 de diciembre, Sting se encaró a Carter, pidiéndole un combate o que participara en el Feast or Fired match. Carter eligió participar en el Feast or Fired match y consiguió uno de los maletines. El 16 de enero de 2014, en la edición de TNA Impact Genesis, fue derrotado por EC3 debido a una interferencia del Campeón Mundial Magnus, a quien retó a la semana siguiente. Sting perdió de nuevo y, como resultado, su contrato con TNA acabó. Durante los próximos meses, el perfil de Sting se mantuvo en la página web de TNA, pero el 25 de febrero la compañía confirmó su salida de la empresa.

### Asistencia Asesoría y Administración (2011)
Sting formó parte en 2011 de la Invasión de luchadores de la TNA a la empresa mexicana Asistencia, Asesoría y Administración (AAA), donde peleó contra El Mesías, terminando en empate debido a la intervención de Magnus, Jeff Jarrett, Abyss y Konnan.

### WWE

#### 2014-2015

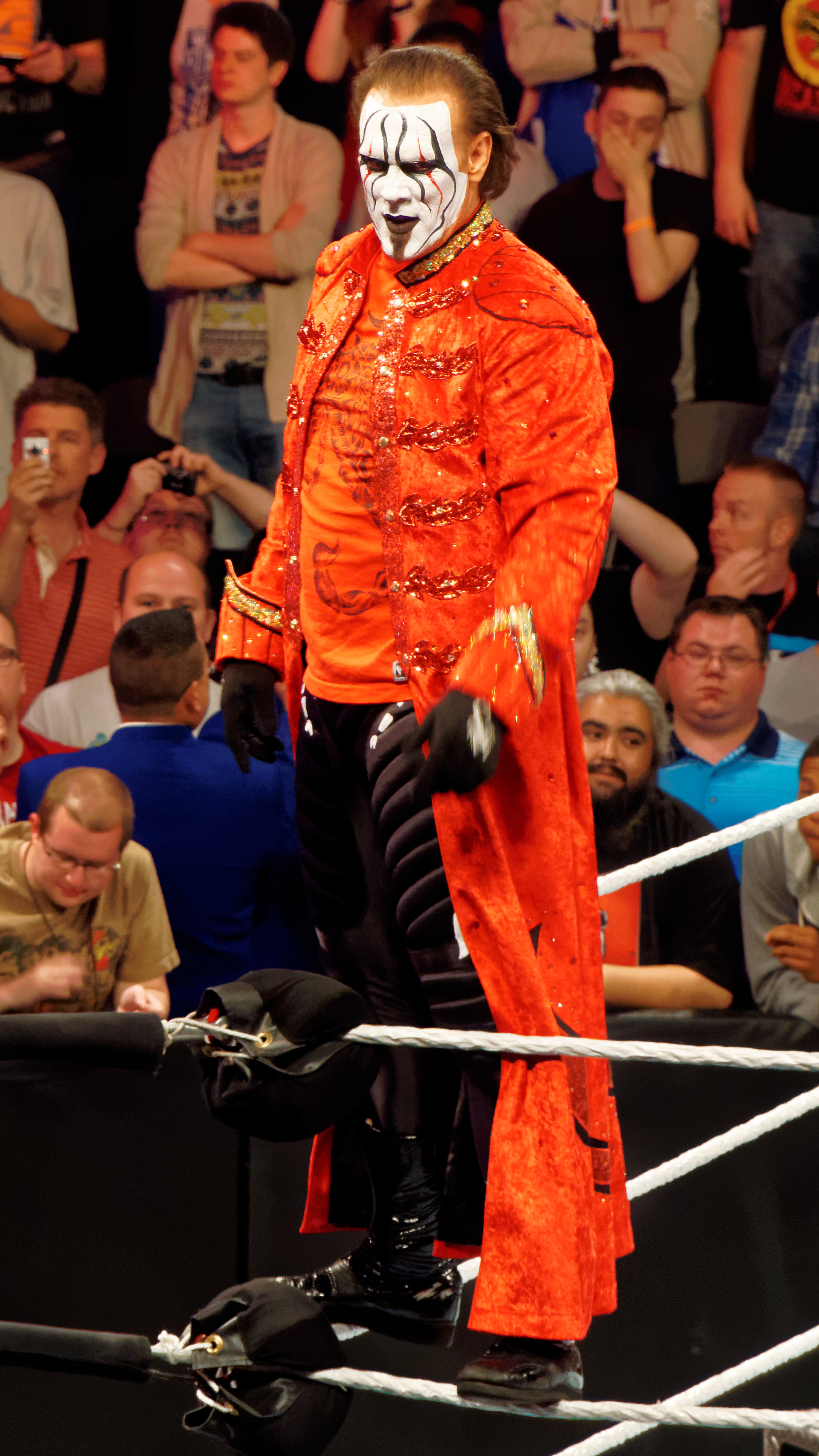
Sting en una edición de Monday Night Raw.

El veterano periodista de lucha libre profesional Bill Apter realizó una crónica de la carrera de Sting en una pieza para WWE.com el 19 de febrero de 2014, en la que afirmó que «los mejores días de Sting aún pueden estar por venir». En medio de especulaciones sobre una oferta de contrato de la compañía, Sting apareció en una producción de WWE Network el 15 de abril de 2014, compartiendo una historia de su excompañero de equipo The Ultimate Warrior, quien había muerto recientemente. Esto marcó la primera aparición de Sting que no fuera de material de archivo en un programa de la WWE. Sting fue un contribuyente importante al documental Warrior: The Ultimate Legend, que se emitió en el WWE Network el 17 de abril. Al día siguiente, el distribuidor minorista en línea Zavvi anunció el WWE Home Video DVD and Blu-ray The Best of Sting, que fue lanzado el 23 de septiembre de 2014. El 14 de julio, Sting apareció en una viñeta en Raw para promover el videojuego WWE 2K15, en el que fue presentado como un personaje adicional preorden en sus encarnaciones tanto «Crow» como «Surfer» (anterior a 1996). Ese mismo día, la WWE comenzó a vender mercancía oficial de Sting. El 24 de julio, Borden hizo su primera aparición pública para la WWE, en atuendo de Sting completo, como un invitado sorpresa en la Convención Internacional de Cómics de San Diego. El evento se realizó para anunciar la próxima línea de figuras de acción de la WWE de Mattel, en el que aparecería la primera figura de Sting de la empresa. Antes de que apareciera, Sting dio su primera entrevista con WWE.com, que fue lanzada a finales de ese día. El 4 de agosto, la WWE anunció a Sting como invitado en el panel de WWE 2K15, que tuvo lugar el 16 de agosto en Los Ángeles.

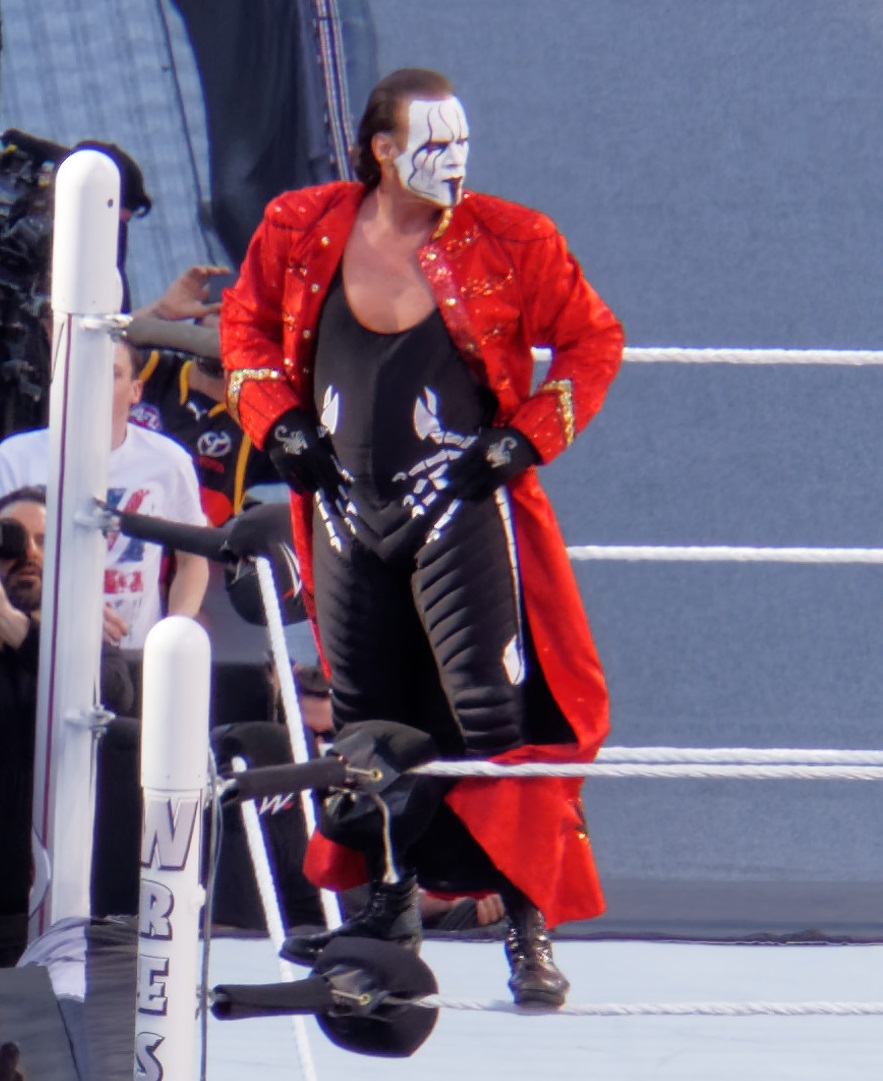
Sting en WrestleMania 31.

El 23 de noviembre, durante el evento principal de Survivor Series, Sting hizo su primera aparición en un ring de la WWE atacando a Triple H con un Scorpion Death Drop y costándole a Team Authority la lucha. El 19 de enero de 2015, Sting hizo su debut en Raw en vivo al aparecer detrás del escenario durante el evento principal, y luego caminar hacia el escenario, causando una distracción y costándole a los miembros de The Authority Big Show, Kane y Seth Rollins su Handicap match contra John Cena; este triunfo le dio a los recientemente despedidos Dolph Ziggler, Ryback y Erick Rowan sus puestos de trabajo. Triple H retó a Sting a un enfrentamiento cara a cara en el episodio del 26 de enero de Raw. Sting aceptó este reto en el episodio del 16 de febrero de Raw enviando a un doppelgänger Sting al ring para asustar a Triple H, después de transmitir un mensaje en la pantalla grande de aceptar el reto de Triple H. Sting y Triple H tuvieron un enfrentamiento en Fastlane el 22 de febrero. Siguiendo un altercado físico entre los dos, Sting señaló al signo de WrestleMania 31 con su bate de béisbol, emitiendo un desafío para el evento que fue aceptado por Triple H. En el episodio del 16 de marzo de Raw, Sting hizo una aparición sorpresa y ayudó a Randy Orton a combatir a The Authority. Inmediatamente después en WWE Network, Sting habló por primera vez en el ring. Perdió en WrestleMania 31 en una lucha que implicó la interferencia de los miembros de D-Generation X y del New World Order, pero se dio la mano con Triple H después.

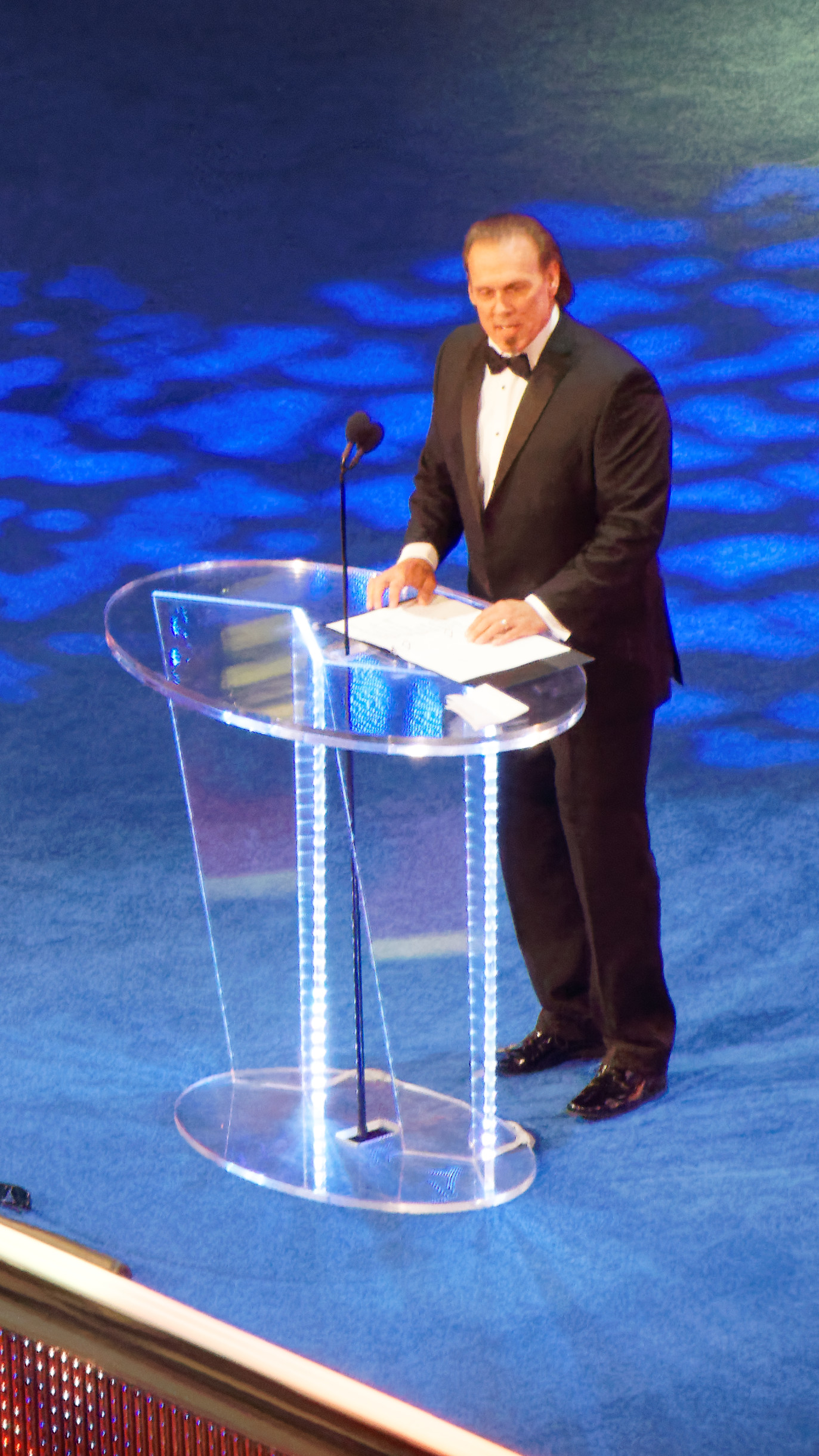
Sting sin su clásico maquillaje, en la ceremonia del WWE Hall of Fame 2016.

Sting regresó en el episodio del 24 de agosto de Raw, interrumpiendo la ceremonia en honor al Campeón Mundial Peso Pesado de la WWE Seth Rollins, atacando a Rollins antes de desafiar a Rollins por el título. Triple H luego anunció en WWE Network que Sting se enfrentaría a Rollins por el título en Night of Champions. Sting apareció a través del episodio del 7 de septiembre de Raw, dañando y en última instancia destruyendo la estatua en honor de Rollins, empujándola dentro un camión de basura. A la semana siguiente, Sting derrotó a Big Show en su lucha debut en Raw, pero Sting fue atacado por Rollins. John Cena después vino en ayuda de Sting, lo que llevó a Triple H a pactar una lucha por equipos que involucrara a los cuatro luchadores: Sting y Cena ganaron después de que Sting forzó a Rollins a rendirse con el Scorpion Deathlock. Sting sufrió una lesión legítima en el cuello durante su lucha por el campeonato contra Rollins en Night of Champions, pero fue capaz de completar la lucha, la cual perdió.

#### 2016-2020
El 11 de enero en Raw, WWE.com confirmó que Sting sería inducido al Hall of Fame de la clase 2016.
En una edición del Ric Flair 's WOOOOO! Nation podcast, Sting mencionó que necesitaba una cirugía para corregir la estenosis espinal cervical que sufrió el 20 de septiembre del 2015 en Night of Champions durante su lucha contra Seth Rollins.
El portal TMZ.com lanzó el rumor que, durante la semana de Wrestlemania 32, Sting podría anunciar su retiro a causa de la lesión que sufrió, aunque en una entrevista realizada para el mismo portal (TMZ.com), rechazó los rumores indicando: “Mi cuello está bien. No estoy retirado oficialmente. Ha habido muchos rumores por ahí, pero no estoy oficialmente retirado”.
El 22 de marzo, el portal web de WWE publicó una entrevista en donde Sting indica que todos los doctores que visitó le han recomendado no pasar por el quirófano, a menos que sea absolutamente necesario, el también menciona que no se ha realizado la cirugía y que los efectos secundarios que se supone que debería tener, no los ha tenido: “Si me siento bien… ¿Por qué me voy a operar?...Me siento bien y completamente normal”. En dicha entrevista mencionó su deseo de enfrentar a The Undertaker en WrestleMania.
Finalmente, después de muchos rumores y entrevistas diciendo que Sting no se iba a retirar, confirma su retiro en el WWE Hall of Fame 2016 anunciando que: "no es un adiós, si no un hasta pronto".
El 25 de febrero de 2019 apareció en RAW para celebrar el cumpleaños 70 de Ric Flair sin embargo Flair nunca salió porque fue atacado por Batista.
En mayo de 2020, se reportó que Sting ya no se encontraba bajo contrato con WWE.

### All Elite Wrestling (2020)
El 2 de diciembre de 2020 realiza su debut para la All Elite Wrestling, durante la emisión de Dynamite, luego de la lucha en parejas que enfrentó a Cody y Darby Allin vs Powerhouse Hobbs y Ricky Starks, salvando a los primeros de un ataque. Esta fue la primera aparición de Sting en la cadena TNT desde el 26 de marzo de 2001. Más tarde se anunció que Sting había firmado un contrato de varios años con AEW. AEW también comenzó a vender productos de Sting. El 9 de diciembre de 2020 en Dynamite, Sting habló por primera vez en TNT en casi 20 años, confirmando a Cody Rhodes que estaba "firmado oficialmente con AEW".

### Luchas finales (2023-presente)
En el episodio del 18 de octubre del 2023 de Dynamite, Sting anunció que se retirará de la competencia dentro del ring en el 2024, y que su último combate se llevará a cabo en AEW Revolution de ese año. El 25 de octubre, en Dynamite, el antiguo rival de Sting en la extinta WCW, Ric Flair, hizo su debut para AEW como un regalo sorpresa del copropietario y presidente de AEW, Tony Khan, a Sting.  Sting, Darby Allin y un socio aún por anunciar están programados para enfrentar a Cage, Nick Wayne y Luchasaurus en una lucha por equipos de seis hombres en AEW Full Gear el 18 de noviembre.

## Carrera como actor
La popularidad de Borden como luchador profesional, hizo que en 1989 aparezca en el video musical de la canción «Fire in the Hole» del grupo Lääz Rockit, un año después comenzó a ser invitado en algunos programas de televisión como Family Feud en 1990, donde estuvo caracterizado como su personaje de Sting Surfer. Entre 1991 y 1992, apareció en la serie de televisión de acción y aventura Super Force en donde interpretó a Hallor.
En 1994, participó en cuatro episodios del programa Operación Trueno con el personaje de Adam McCall. Para 1998, logró llegar a la pantalla grande con la película de corte comedia romántica The Real Reason (Men Commit Crimes), interpretando a Sparkie. Dos años después (2000), realizó su primer papel protagónico para Lions Gate Ent. con la película Shutterspeed interpretando a un detective de la policía de Seattle, Riley Davis; en este proyecto trabajó al lado de Daisy Fuentes y David Lovgren. En ese mismo año, tuvo una breve aparición en el filme de Warner Bros., Ready to Rumble, interpretando a su famoso personaje de lucha libre, Sting.
En 2001, hizo una aparición como Sting en la serie de horror y fantasía, The Nightmare Room (La habitación de las pesadillas) durante el episodio "Tangled Web". Unos meses después, interpretó a un motociclista llamado Grangus en el episodio "Unsafe Speed" de la serie protagonizada por Chuck Norris, Walker, Texas Ranger; ahí tuvieron una escena de pelea en donde Borden realiza sus característicos golpes de lucha libre.
Entre 2005 y 2006, apareció en el programa Praise the Lord realizando entrevistas a personas que se convirtieron en cristianos evangélicos, siendo uno de ellos Shawn Michaels; Borden también fue entrevistado en dicho programa y dio su testimonio de vida.
Para el año 2009, Borden apareció en la película Everyday Life interpretando a Al, aquí compartió roles con Brad Hawkins, Lydia Mackay y Laurel Whitsett que personificó a su esposa. Un año después grabó The Encounter (El encuentro), película de corte cristiano en donde Borden interpreta a Nick, un exjugador de la NFL y propietario de una cadena de restaurantes de hamburguesas. Aquí trabajó al lado de Bruce Marchiano, Jaci Velásquez, entre otros.
En 2013, grabó y se caracterizó como un motociclista que vive el final de los tiempos, de nombre Junkyard para las películas cristianas Revelation Road: The Beginning of the End y Revelation Road 2: The Sea of Glass and Fire.

## Vida personal
Steve Borden creció en Santa Clarita, asistió a la Peachland Elementary School, Placerita Junior High School y William S. Hart High School, de joven asistió a la universidad College of the Canyons de California. Se casó en 1986 con Sue W. Himes. A mediados de 1990, Borden reveló haber usado esteroides anabólicos durante la década de 1980. En agosto de 1998, se convirtió en un cristiano renacido después de confesar su adulterio, además de haber abusado de sustancias, así como del alcohol. Steve y Sue tienen tres hijos, dos hombres y una mujer: Garret Lee, Steve Jr. y Gracie que nació en el año 2000; Steve y Sue se divorciaron en 2012. Él se volvió a casar en 2015, con su actual pareja Sabine, poco después de haber luchado en WrestleMania 31.

## Filmografía
- Películas

| Año  | Título                                       | Personaje   |
| ---- | -------------------------------------------- | ----------- |
| 1998 | The Real Reason (Men Commit Crimes)          | Sparkie     |
| 2000 | Shutterspeed (Testigo en negativo)           | Riley Davis |
| 2000 | Ready to Rumble                              | Sting       |
| 2009 | Everyday Life                                | Al          |
| 2010 | The Encounter                                | Nick        |
| 2013 | Revelation Road: The Beginning of the End    | Junkyard    |
| 2013 | Revelation Road 2: The Sea of Glass and Fire | Junkyard    |

- Televisión

| Año       | Título                          | Personaje      | Notas                                        |
| --------- | ------------------------------- | -------------- | -------------------------------------------- |
| 1990      | Family Feud                     | Sting          | Episodio "Wrestlers Family Feud Special III" |
| 1991 1992 | Super Force                     | Hallor (Halar) | Participó en 3 episodios                     |
| 1994      | Vicki! (Talk Show)              | Sting          | Invitado especial                            |
| 1994      | Operación trueno                | Adam McCall    | Participó en 4 episodios                     |
| 2000      | MADtv                           | Sting          | Invitado especial                            |
| 2001      | La habitación de las pesadillas | Sting          | Episodio "Tangled Web"                       |
| 2001      | Walker, Texas Ranger            | Grangus        | Episodio "Unsafe Speed"                      |
| 2005 2006 | Praise the Lord                 | Como el mismo  | Ocasional conductor                          |
| 2015      | Table for 3                     | Como el mismo  | Episodio "WCW Legends"                       |

- Documentales

| Año  | Título                                      | Personaje             |
| ---- | ------------------------------------------- | --------------------- |
| 1999 | WCW Superstar Series: Sting - Back in Black | Sting                 |
| 2000 | Quadrophenia: Featurette                    | Invitado              |
| 2004 | Sting: Moment of Truth                      | Sting y como invitado |
| 2006 | TNA Wrestling: Sting - Return of an Icon    | Sting                 |
| 2006 | TNA Wrestling: The 50 Greatest Moments      | Sting                 |
| 2009 | The Rise and Fall of WCW                    | Sting                 |
| 2011 | WWE: The Big Show: A Giant's World          | Sting                 |
| 2015 | Sting: Into the Light                       | Como el mismo y Sting |

## Campeonatos y logros
- All Elite Wrestling/AEW

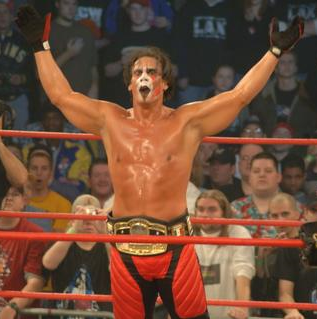
Sting ha ganado el NWA World Heavyweight Championship en dos ocasiones; una en WCW y una en TNA.

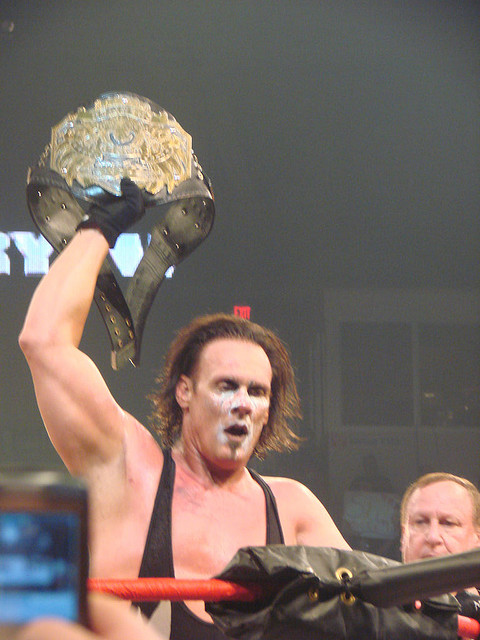
Sting con el TNA World Heavyweight Championship.

  - AEW World Tag Team Championship (1 vez) – con Darby Allin
  - Dynamite Award (1 vez)
    - Mayor sorpresa (2021) - Debutando durante el especial de Dynamite: Winter Is Coming.

- World Championship Wrestling/WCW
  - WCW International World Heavyweight Championship (2 veces)
  - WCW World Heavyweight Championship (6 veces)
  - NWA World Heavyweight Championship (1 vez)
  - NWA World Television Championship (1 vez)
  - WCW United States Heavyweight Championship (2 veces)
  - WCW World Tag Team Championship (3 veces) - con Lex Luger (1), The Giant (1) y Kevin Nash (1)
  - NWA Jim Crockett Sr. Memorial Cup Tag Team Tournament (1988) - con Lex Luger
  - Triple Crown Championship (Tercero)
  - WCW BattleBowl Battle Royal (1991)
  - WCW European Cup (1994, 2000)
  - WCW King of Cable Tournament (1993)

- Total Nonstop Action Wrestling/TNA
  - TNA World Heavyweight Championship (4 veces)
  - NWA World Heavyweight Championship (1 vez)
  - TNA World Tag Team Championship (1 vez) - con Kurt Angle
  - TNA Hall of Fame (Clase de 2012)
  - TNA Year End Awards (3 veces)
    - Most Inspirational Wrestler of the Year (2007)[93]
    - Match of the Year (2007) vs. Kurt Angle at Bound for Glory, 14 de octubre de 2007[93]
    - Match of the Year (2009) vs. A.J. Styles at Bound for Glory, 18 de octubre de 2009[21]

- World Wrestling Entertainment/WWE
  - WWE Hall of Fame (Clase de 2016)
  - Slammy Awards (2 veces)
    - "This is Awesome" Moment of the Year (2014) – Debuting to help Team Cena defeat Team Authority at Survivor Series
    - "Surprise Return of the Year" (2015) – as Seth Rollins' statue, and attacks Rollins on Raw

- Pro Wrestling Illustrated
  - Luchador del año (1990)[94]
  - PWI Luchador que más ha mejorado - 1988
  - PWI Luchador más inspirador - 1990
  - PWI Lucha del año - 1991 (con Lex Luger vs. The Steiner Brothers en SuperBrawl, el 19 de mayo)
  - PWI Luchador más popular - (1991, 1992, 1994, 1997)
  - Retorno del año - (2006, 2011, 2014)
  - Situado en el N.º 5 en los PWI 500 de 1991[95]
  - Situado en el N.º 1 en los PWI 500 de 1992[96]
  - Situado en el N.º 4 en los PWI 500 de 1993[97]
  - Situado en el N.º 8 en los PWI 500 de 1994[98]
  - Situado en el N.º 3 en los PWI 500 de 1995[99]
  - Situado en el N.º 3 en los PWI 500 de 1996[100]
  - Situado en el N°12 en los PWI 500 de 1998[101]
  - Situado en el N°12 en los PWI 500 de 1999[102]
  - Situado en el N°26 en los PWI 500 de 2000[103]
  - Situado en el N°26 en los PWI 500 de 2006[104]
  - Situado en el N°227 en los PWI 500 de 2007[105]
  - Situado en el Nº84 en los PWI 500 de 2008[106]
  - Situado en el N.º 9 en los PWI 500 de 2009[107]
  - Situado en el Nº60 en los PWI 500 de 2010[108]
  - Situado en el N.º 21 en los PWI 500 de 2011[109]
  - Situado en el Nº35 en los PWI 500 de 2012
  - Situado en el Nº46 en los PWI 500 de 2013
  - Situado en el Nº15 dentro de los 500 mejores luchadores de la historia - PWI Years, 2003[110]
  - Situado en el Nº52 dentro de los 100 mejores equipos de la historia - con Lex Luger; PWI Years, 2003[111]

- Wrestling Observer Newsletter
  - Combate del año (1988) vs. Ric Flair en Clash of the Champions I
  - Luchador más carismático (1988, 1992)
  - Luchador que más mejoró (1988)
  - Luchador que no mejoró (1990)
  - Pelea 5 estrellas (1991) con Brian Pillman, Rick Steiner y Scott Steiner vs. Ric Flair, Larry Zbyszko, Barry Windham y Sid Vicious (WarGames match, WrestleWar, el 24 de febrero)
  - Pelea 5 estrellas (1992) con Nikita Koloff, Ricky Steamboat, Barry Windham y Dustin Rhodes vs. Arn Anderson, Rick Rude, Steve Austin, Bobby Eaton y Larry Zbyszko (WarGames match, WrestleWar, el 17 de mayo)
  - Mejor "Babyface" (1992)
  - Peor lucha del año (1995) vs. Tony Palmore (en Battle 7)
  - Peor lucha del año (2011) vs. Jeff Hardy (en Victory Road, el 13 de marzo)